# Leptophloeus azoricus
Leptophloeus azoricus là một loài bọ cánh cứng trong họ Laemophloeidae. Loài này được Ratti miêu tả khoa học năm 1972.